# Christian Gudehus
Christian P. Gudehus (* 1968) ist ein deutscher Sozialpsychologe.

## Leben
Gudehus studierte Philosophie, Französisch, Politikwissenschaft, Soziologie und Sozialpsychologie in Düsseldorf und Hannover. Von 1997 bis 2002 war er in der Erwachsenenbildung tätig. 1998 konzipierte er die Ausstellung Sowjetische Kriegsgefangene 1941–1945 der Niedersächsischen Landeszentrale für politische Bildung. 2000/01 war er freier Mitarbeiter der Alten Synagoge in Essen und 2001/02 Fellow der Forschungs- und Arbeitsstelle „Erziehung nach/über Auschwitz“. Gudehus wurde 2006 an der Philosophischen Fakultät der Universität Hannover mit der durch die Hans-Böckler-Stiftung geförderten Dissertation Dem Gedächtnis zuhören. Erzählungen über NS-Verbrechen und ihre Repräsentation in deutschen Gedenkstätten zum Dr. phil. promoviert.
Er war dann wissenschaftlicher Geschäftsführer des Center for Interdisciplinary Memory Research am Kulturwissenschaftlichen Institut Essen (2005–2011) und Leiter der Stabsstelle Forschungsentwicklung an der Universität Flensburg (2012/13). Seit 2014 ist er assoziierter Mitarbeiter am Hans Kilian und Lotte Köhler Centrum für sozial- und kulturwissenschaftliche Psychologie und historische Anthropologie an der Ruhr-Universität Bochum. Er forscht im Bereich Gedächtnis- und Gewaltforschung.
Darüber hinaus war er Associé am Institut des Sciences sociales du Politique an der Université de Paris-Ouest und Goethe Institut Scholar in Residence am Centro de Estudios Sobre Genocido der Universidad Nacional de Tres de Febrero in Buenos Aires sowie Professeur Invité am Sciences Po in Paris und Gastforscher an der Österreichischen Akademie der Wissenschaften in Wien. Ab 2015 ist er Visiting Researcher am Harry S. Truman Research Institute for the Advancement of Peace an der Hebräischen Universität Jerusalem.
Seit 2014 ist er Chefredakteur des Journal for Genocide Studies and Prevention.

## Schriften (Auswahl)
- Dem Gedächtnis zuhören. Erzählungen über NS-Verbrechen und ihre Repräsentation in deutschen Gedenkstätten. Klartext Verlag, Essen 2006, ISBN 3-89861-568-5.
- (Hrsg. mit Ariane Eichenberg, Harald Welzer): Gedächtnis und Erinnerung. Ein interdisziplinäres Handbuch. Metzler, Stuttgart u. a. 2010, ISBN 978-3-476-02259-2.
- (Hrsg. mit Harald Welzer, Sönke Neitzel): „Der Führer war wieder viel zu human, viel zu gefühlvoll“. Der Zweite Weltkrieg aus der Sicht deutscher und italienischer Soldaten. Fischer, Frankfurt 2011, ISBN 978-3-596-18872-7.
- (Hrsg. mit Michaela Christ): Gewalt. Ein interdisziplinäres Handbuch. Metzler, Stuttgart u. a. 2013, ISBN 978-3-476-02411-4.